# Tettnang

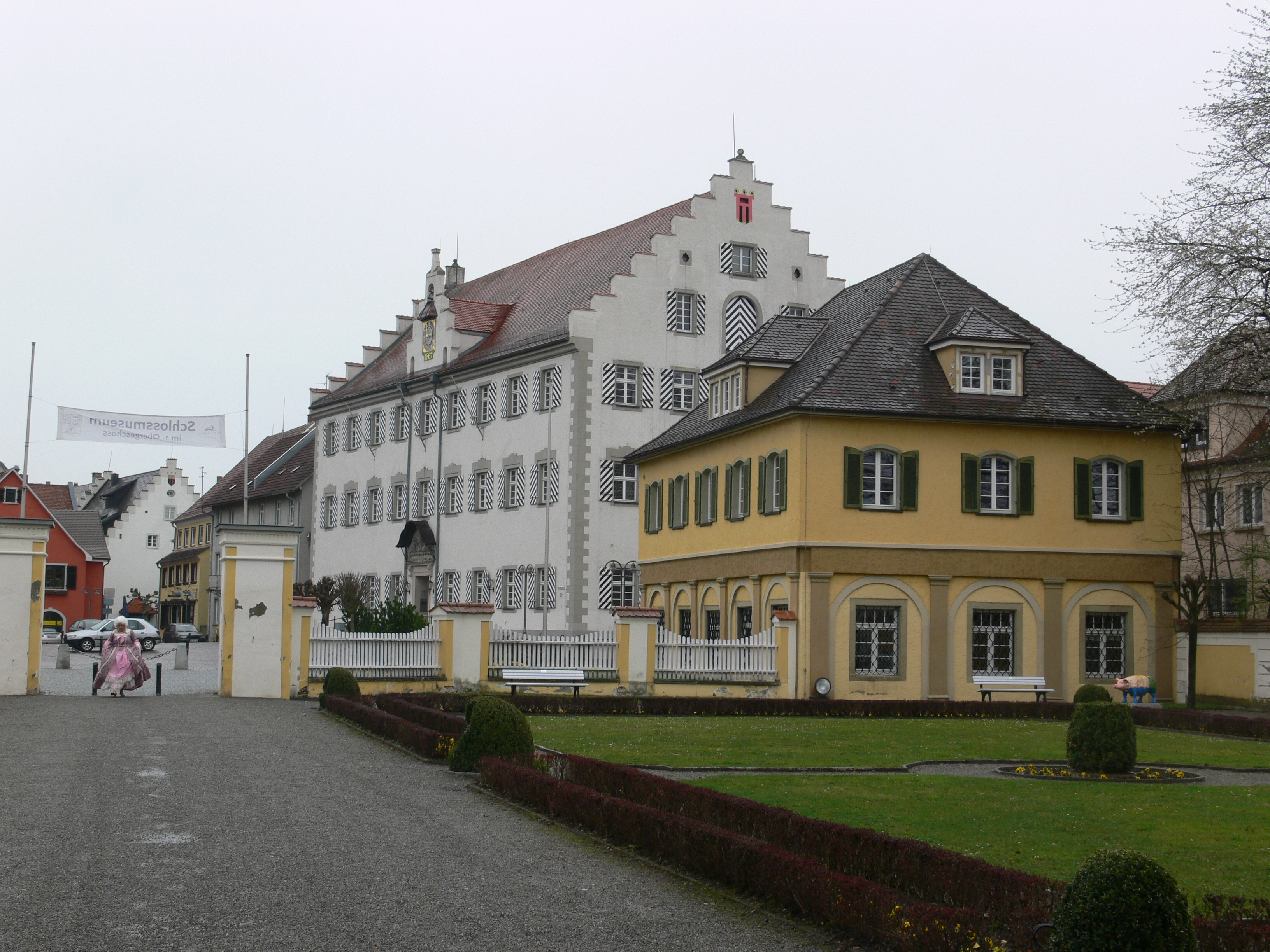
Utsikt från slottet till Montfortplatz i Tettnang med (i mitten av bilden) Gamla slottet.

Tettnang är en stad  i Tyskland, i distriktet Bodenseekreis, i den administrativa regionen Tübingen, delstaten Baden-Württemberg.
Staden ingår i kommunalförbundet Tettnang tillsammans med kommunen Neukirch.